# Style architectural Razi

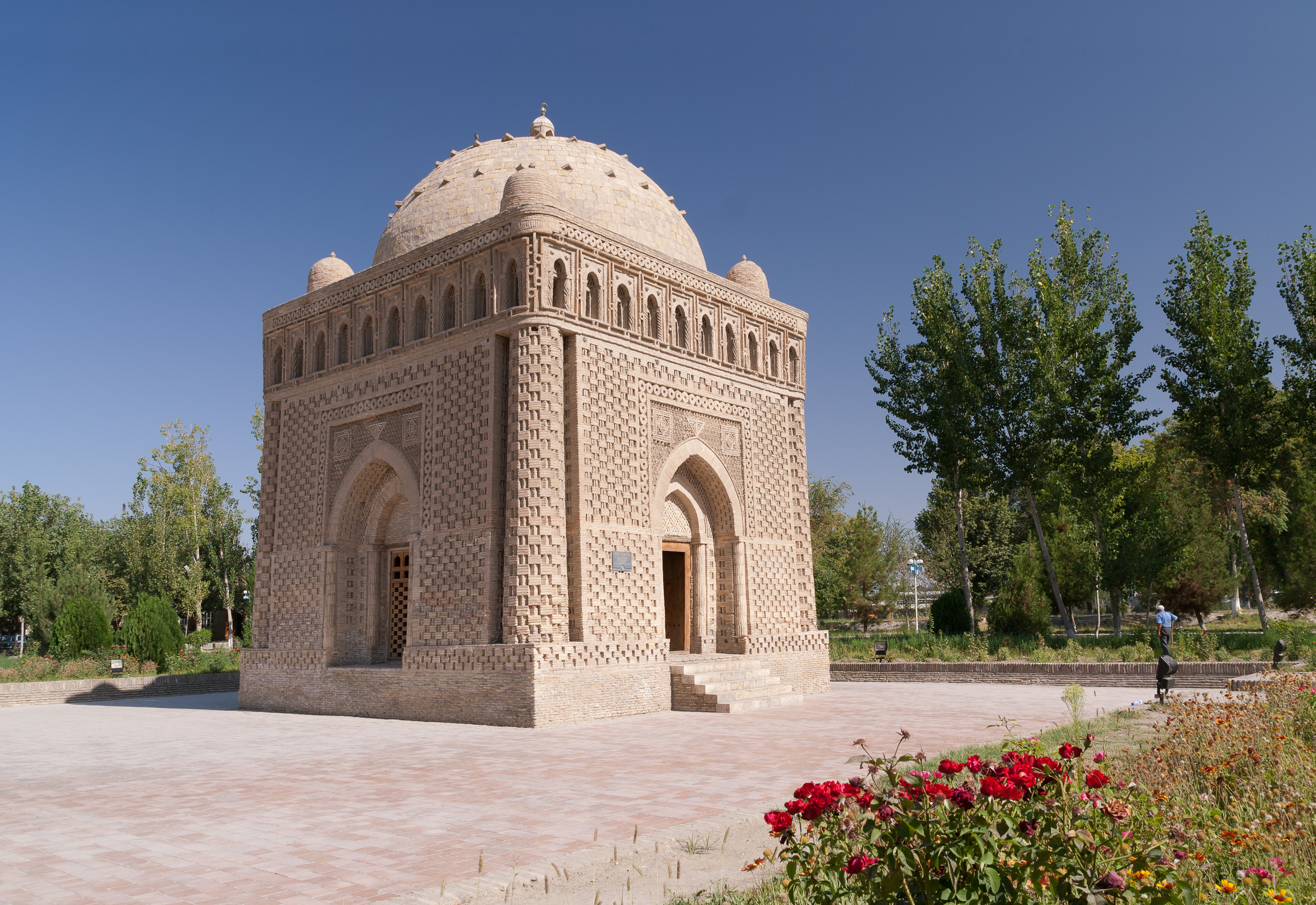
Mausolée des Samanides à Boukhara (Ouzbekistan)

Le style architectural Razi (en persan : شیوه معماری رازی) est un style de l'architecture iranienne.
Le dictionnaire de l'architecture iranienne traditionnelle définit le style Razi comme suit: Style architectural datant du XIe siècle jusqu'aux invasions mongoles au Proche-Orient, et comprenant des méthodes et techniques de construction des  Samanides, des Ghaznévides, des Khwarezmchahs et des Seldjouk.
C'est le quatrième style qui apparaît dans l'architecture iranienne et qui adopte les meilleures caractéristiques positives des trois styles précédents. On y retrouve réunis  la splendeur du style persan, la majesté de l'architecture de l' Empire parthe et la sophistication du style du  Khorassan.
Le cinquième style apparu dans l'architecture persane est le style azeri.

## Histoire
Ce style Razi est apparu à l'origine au Nord-est de l'Iran, puis il s'est répandu au départ de la ville de  Ray, raison pour laquelle on l'a appelé Razi. Il est apparu à l'origine sous le règne de la dynastie Ziyarides. Sous la dynastie khwarezmienne il est tombé en déclin. Mais il a prospéré durant 300 ans en Iran durant les Xe siècle, le XIe siècle et le XIIe siècle.
C'est à Ray, au sud de l'actuel Téhéran que les plus beaux édifices sont apparus en premier lieu. La région était à l'époque densément peuplée. Comme le renseigne l'ouvrage sept climats, la région comptait 6 000 écoles et médersas, 400 bains publics, 1 700 minarets et 15 mille puits. Certains auteurs estiment que la population de Ray s'élevait alors à un demi million d'habitants. Cette ville prospère est pillée et détruite par les hordes de Gengis Khan en 1219. Une grande partie de son patrimoine culturel et civil est détruit. La ville n'a plus réussi par la suite à retrouver son titre de Perle du monde et à retrouver sa gloire d'antan.
Au XIe siècle les Ghaznévides et leurs successeurs ont accordé une grande attention à la culture et à l'architecture en particulier. Ils font de Ghazni leur capitale et y élèvent des palais et des mosquées magnifiques ,.

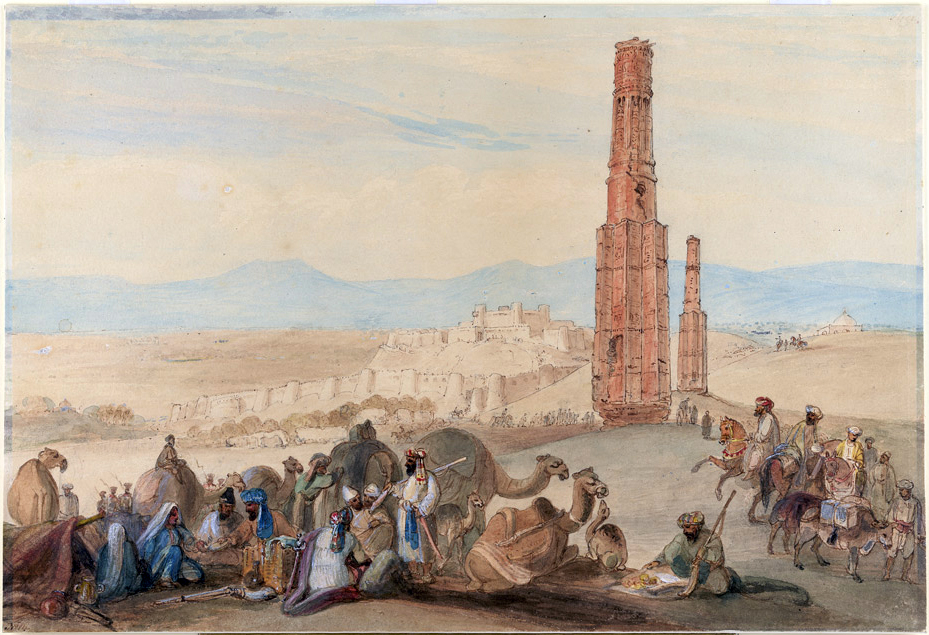
tableau du XIXe siècle du à James Atkinson représentant la citadelle de Ghazni et le minaret construit par Mas'ud III et Bahram-Shah durant l'ère Ghaznévides (963–1187)

## Architecture

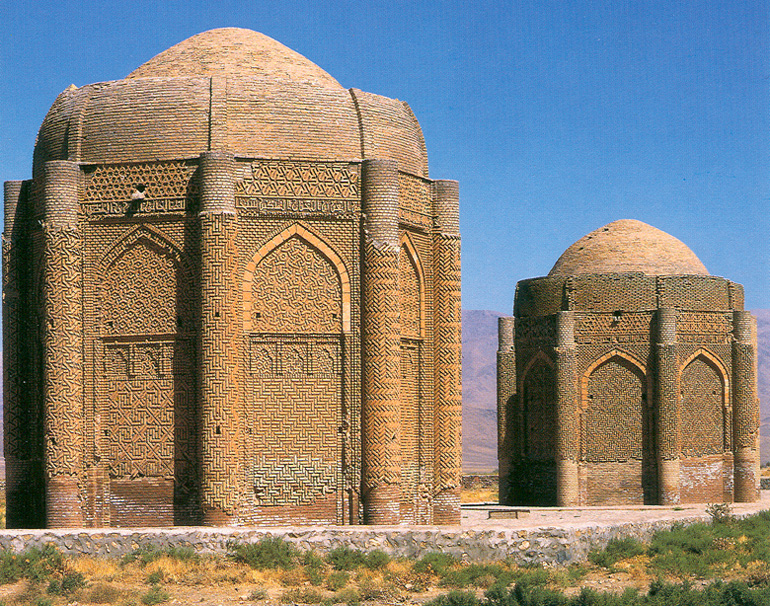
Tours de Kharraqan (1067—1093)

Des édifices à des fins très diverses ont été construits en style Razi: des mosquées, des tombes, des mausolées, des minarets, des tours. Les caveau funéraire étaient des structures hautes et étroites de forme polyédrique, couvertes de voûtes en berceau. Certaines tombes sont construites en brique sur un plan simple, d'autres disposent de murs extérieurs.
Pour suivre le style Razi, certaines mosquées aux salles hypostyles ont été transformées pour former quatre iwans en croix  autour d'une cour carrée. Les colonnes du milieu de la mosquée ont été supprimées. La voûte est constituée par un dôme unique.
Les coupoles sont le plus souvent à deux épaisseurs. Leur revêtement extérieur est réalisé en brique. Les façades des mosquées sont couvertes de versets du Coran en caractères kufis et combinent la brique et la céramique. Le mélange de morceaux de céramiques et de briques apparaît aussi, par exemple, sur la façade des Tours de Kharraqan.
Une autre caractéristique de ce style architectural Razi est l'utilisation à l'intérieur, sur les murs et les dômes, de moulures et de décorations en plâtre dominées par des motifs végétaux de fleurs entrelacées.
L'art de la sculpture en plâtre se répand à cette époque et elle est réalisée en différentes couleurs puis attachée aux murs et à la voûte. Elle est aussi mélangée à des motifs en céramique.
Certains murs étaient décorés de mélanges de matériaux si ténus qu'ils ressemblaient à des brocarts colorés ou à des jardins fleuris au printemps.
Une autre caractéristique de l'architecture de l'époque est celle du dôme à deux couches. Ils sont construits avec un soin particulier. La forme du dôme externe et du dôme interne est très différente. A l'extérieur le dôme a la forme d'un hémisphère et à l'extérieur souvent celle d'une ellipse à l'extrémité pointue.

## Exemples
La Grande Mosquée d'Ispahan est un exemple frappant du style Razi, qui est considérée comme une image architecturale magnifique et puissante à l'image des mathématiques arabes, duquel il résulte une construction unique et impeccable, une mécanique réfléchie.
Les Tours de Kharraqan sont d'autres exemples de ce style, de même que la mosquée Djuma d'Ardestan.

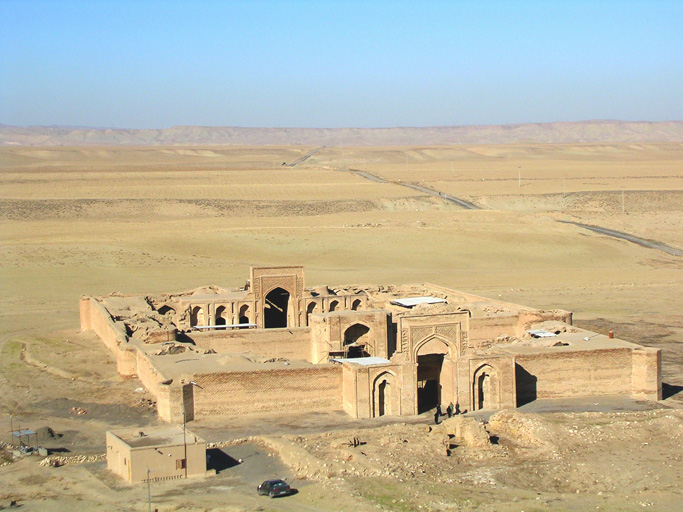
Caravansérail Ribate Charaf (Iran)
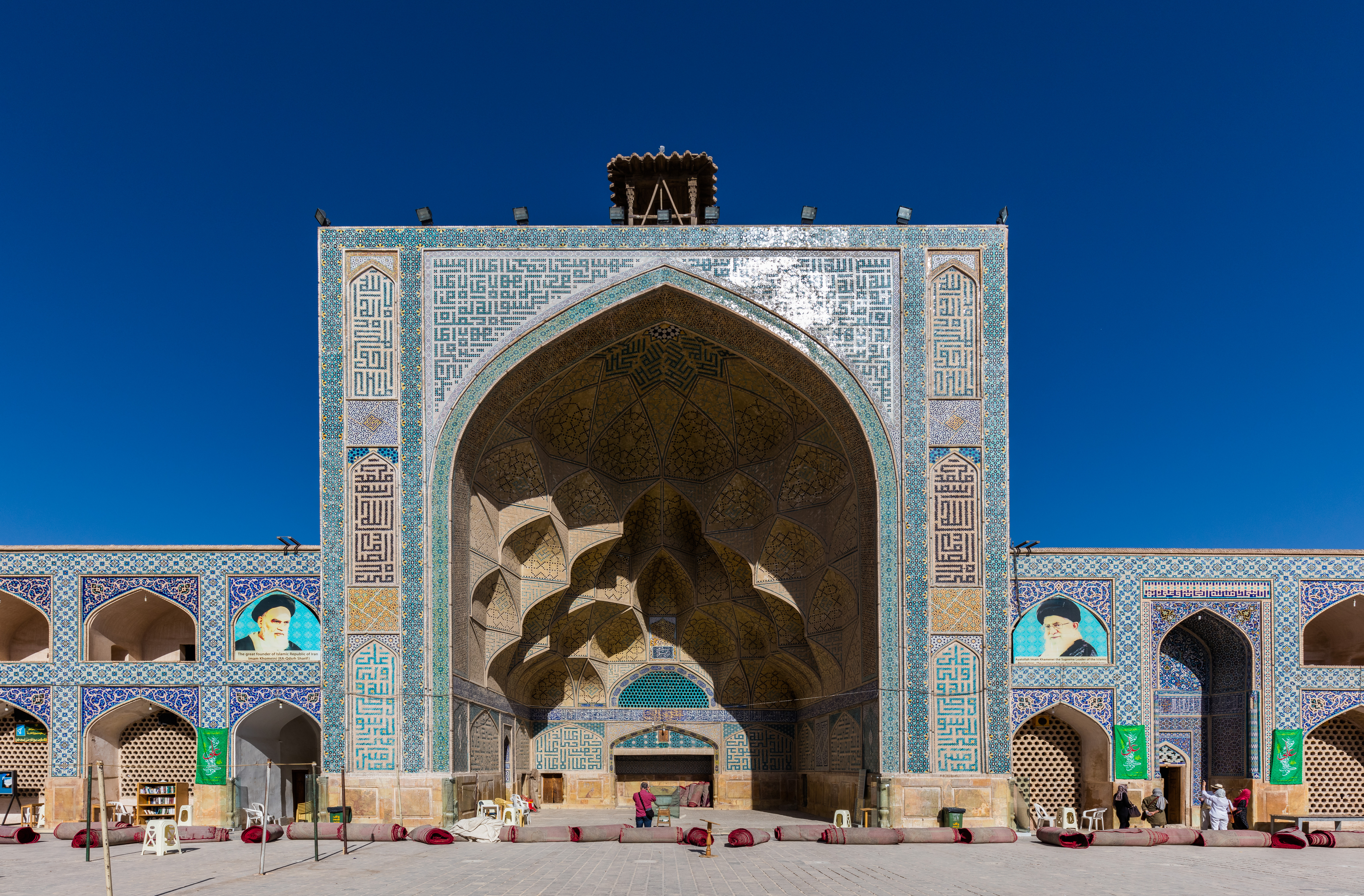
Grande mosquée d'Ispahan, Iran
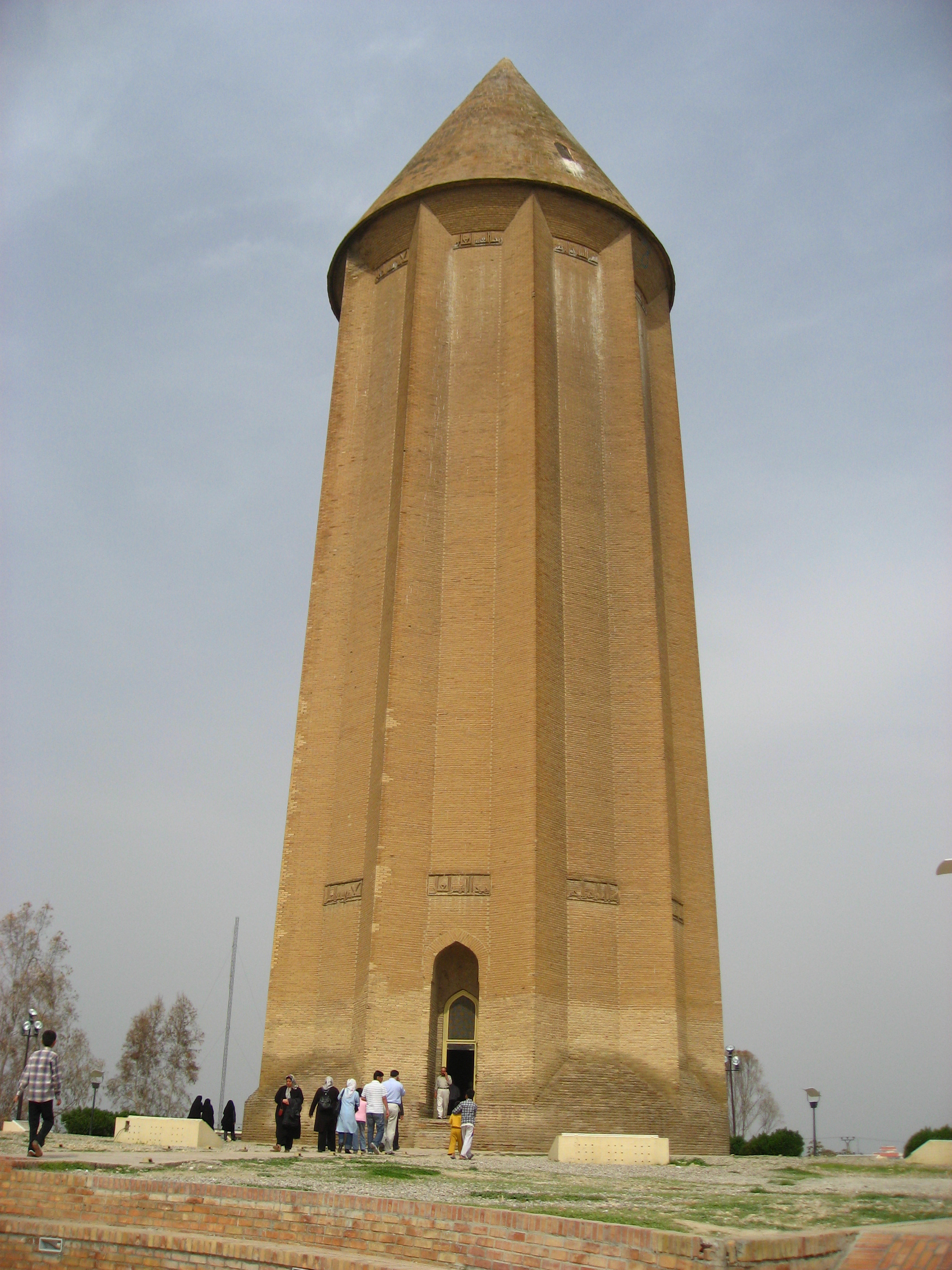
Gonbad-e Qabus
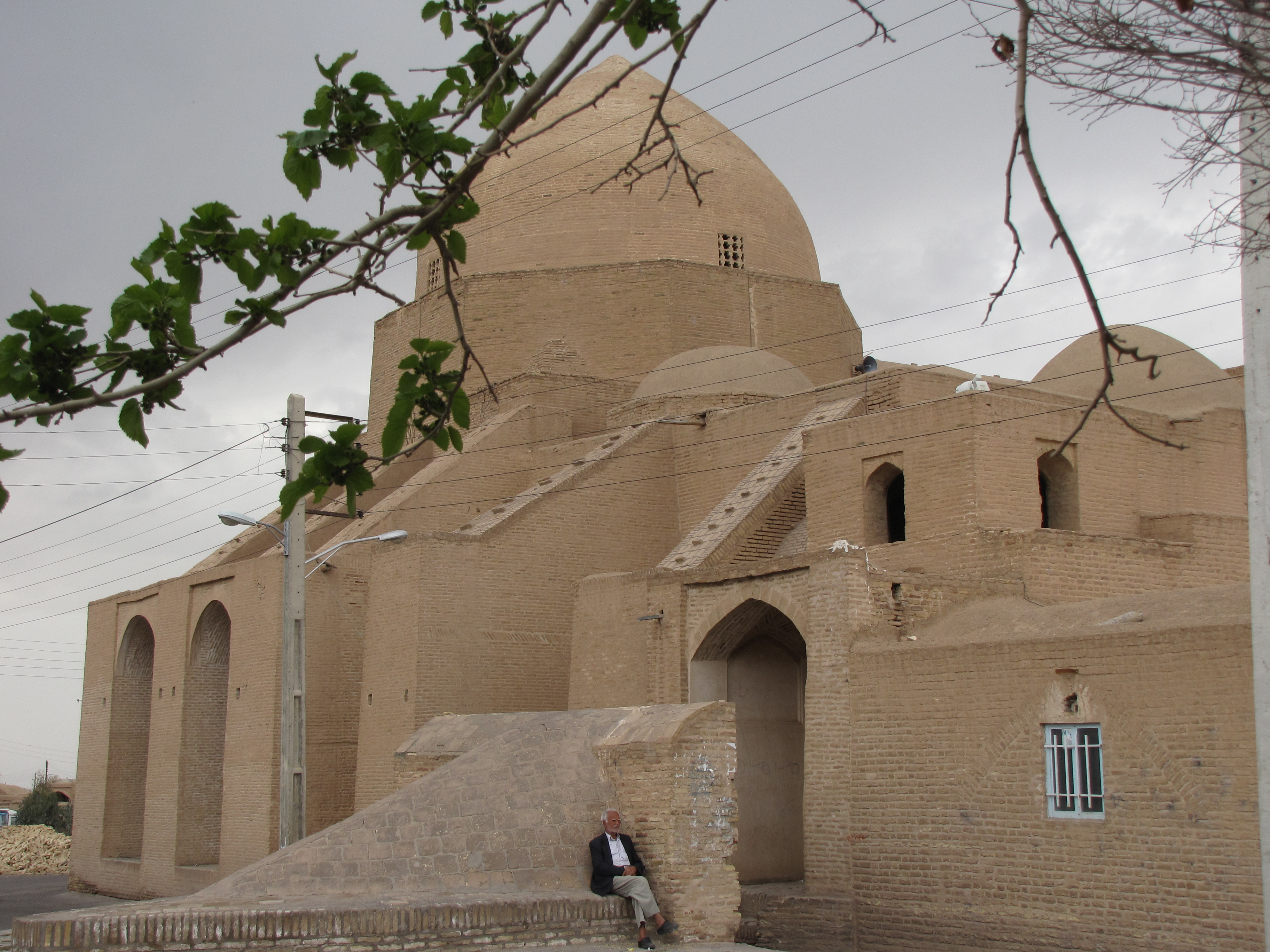
Mosquée Djuma d'Ardestan